# Atherigona bengalensis
Atherigona bengalensis är en tvåvingeart som beskrevs av Preeti Srivastava 1985. Atherigona bengalensis ingår i släktet Atherigona och familjen husflugor. Inga underarter finns listade i Catalogue of Life.